# Imagine (bài hát của Ariana Grande)
"Imagine" (viết cách điệu: imagine) là một bài hát của nữ ca sĩ người Mỹ, Ariana Grande. Bài hát được Grande, Jameel Roberts và Priscilla Renea sáng tác và được Andrew "Pop" Wansel và Happy Perez sản xuất. Đĩa đơn này ra mắt vào ngày 14/12/2018 và là đĩa đơn quảng bá duy nhất từ album thứ năm của Grande, Thank U, Next (2019).
Imagine lọt vào top 10 trên các bảng xếp nhạc âm nhạc ở Hy Lạp, Hungary, Ireland, Malaysia, Singapore, Slovakia và Anh Quốc, cũng như lọt top 20 tại Úc, Canada, New Zealand, Bồ Đào Nha và Scotland. Tại Mỹ, ca khúc từng đứng vị trí thứ 21 trên Billboard Hot 100.

## Bối cảnh
Ngày 11/12/2018, Grande tiết lộ một đoạn mở đầu bài hát và đếm ngược tới ngày phát hành trên story 24 giờ của mạng xã hội Instagram. Ngày 14 cùng tháng, nữ ca sĩ ra mắt video lời nhạc của bài hát.

## Trình diễn
Grande biểu diễn "Imagine" lần đầu trong talkshow The Tonight Show Starring Jimmy Fallon vào ngày 18/12/2018. Ca khúc tuy vậy không được chọn hát trong chuyến lưu diễn Sweetener World Tour của nữ ca sĩ vì cô cảm thấy nó nghe "quá nặng nề" để thể hiện. Ngày 26/1/2020, Grande hát liên khúc Imagine cùng với "7 Rings", "My Favorite Things" và "Thank U, Next" tại giải Grammy lần thứ 62.

## Ghi danh
- Ariana Grande – hát chính, sáng tác, sản xuất
- Andrew "Pop" Wansel – sáng tác, sản xuất
- Nathan Perez – sáng tác, sản xuất, guitar
- Priscilla Renea – sáng tác
- Jameel Roberts – sáng tác
- John Hanes – mix nhạc
- Serban Ghenea – mix nhạc
- Brendan Morawski – hòa âm
- Joe Gallagher – hòa âm
- Sean Klein – trợ lý hòa âm
- Andrew Luftman – phối khí
- Sarah Shelton – phối khí
- Zvi Edelman – phối khí